# Dolne Grądy
Dolne Grądy – wieś w Polsce położona w województwie wielkopolskim, w powiecie wrzesińskim, w gminie Pyzdry.
W latach 1975–1998 miejscowość administracyjnie należała do województwa konińskiego.